# Luzein
Luzein, in der höchstalemannischen Ortsmundart [lɐˈtsæˑɪ, lɐˈtsæˑɪn], ist eine politische Gemeinde im Schweizer Kanton Graubünden. Sie gehört zur Region Prättigau/Davos. Sitz der Gemeindeverwaltung ist Pany.
Auf den 1. Januar 2016 fusionierte die ehemalige politische Gemeinde St. Antönien, die bereits 2007 eine Fusion mit St. Antönien Ascharina hinter sich hatte, mit Luzein und bildet nun einen Teil der Gemeinde. Einzelheiten zu den Ortsteilen finden sich dort.

## Geschichte
Funde römischer Münzen mit dem Bild des Kaisers Constantin I. (240–306) bei der Burgstelle Stadion sind die ältesten Hinweise auf Bewohner oder Durchreisende. Zwischen 1101 und 1200 wird Luzein als Lucen, Licines, Lucins, 1185 als Luzene und 1411 Pany als Pynnuew erwähnt. Die Bedeutung des Namens Luzein ist bislang ungeklärt. Im 12. Jahrhundert hatte das Churer Domkapitel in Luzein Besitzungen, die im 13. Jahrhundert an die Freiherren von Vaz fielen. Diese verschenkten sie dem Prämonstratenser Kloster St. Jakob in Klosters. In Pany gab es eine Burgstelle beim Weiler Rosenberg mit Kleinfunden aus dem 13. bis 15. Jahrhundert. Auf dem Kirchenhügel von Luzein stand die Burg Stadion, die bereits 1550 eine Ruine war. Von der Burg Castels bei Putz aus amteten die herrschaftsberechtigten Adelsfamilien vom 12. Jahrhundert bis 1649. 
Zur Zeit des rätischen Freistaates der Drei Bünde wurden Pany, Luzein, Buchen und Putz als Teil des Hochgerichts Castels 1436 an den Zehngerichtebund angeschlossen. Dieser umfasste die Zehn Gerichte in den Tälern Prättigau, Landwasser und Schanfigg. Während dieser Zeit waren die Bewohner weitgehend selbständig, ohne Grundherrn und ohne feudale Lasten. 1622 kam es zum grossen Prättigauer Krieg gegen die Österreicher (Habsburger). Nachdem sich die Prättigauer nach etlichen Niederlagen gegen die Habsburger im Jahre 1649 von österreichischer Herrschaft loskaufen konnten, wurde die Burg Castels aufgegeben. 1662 wurde das Hochgericht in die Gerichtsgemeinden Castels-Luzein und Castels-Jenaz geteilt. Vom 15. bis Anfang des 16. Jahrhunderts wurde die rätoromanische Bevölkerung in Luzein unter dem Einfluss der von Davos her eingewanderten Walser germanisiert. 
1799 marschierten die Österreicher unter General von Hotze während der Franzosenkriege aus dem Raum Schruns über die Pässe bei St. Antönien und fielen über Luzein ins Prättigau ein. 
1803, nach dem Eintritt von Graubünden als Kanton in die Eidgenossenschaft, wurden die vier Gemeinden unabhängig. 1892 beschlossen die vier Gemeinden, sich wieder – unter der heutigen Gemeinde Luzein – zusammenzuschliessen. Grenzsteine, die die vier Gemeinden sichtbar voneinander getrennt hätten, hat es nie gegeben.
Bis Mitte des 20. Jahrhunderts wurden in Luzein Viehzucht und zur Selbstversorgung Ackerbau betrieben, und auch danach nahm die genossenschaftlich organisierte Landwirtschaft eine starke Stellung ein. 1895–99 wurde die St. Antönienstrasse gebaut. Im 20. Jahrhundert entwickelte sich der Fremdenverkehr, und 1927 entstand die Bergpoststrecke Küblis–Pany. 1930 bekam Pany ein Freiluftschwimmbad.
Während des Zweiten Weltkriegs wurde ab 1940 in Luzein-Boden die Hauptsperrstelle Fröschenei – Gadenstätt – Chrüz – Stelserberg errichtet, um eine allfällige Umgehung der Festung Sargans über die Pässe bei St. Antönien zu verhindern. Für die Sperre wurden insgesamt zwölf gut getarnte Unterstände und Bunkerstellungen gebaut. Zum Ostfuss des Chrüzgipfels führte eine Militärseilbahn.
1955 und 1973 wurden Skilifte und von 1958 bis 1988 rund 130 Ferienhäuser gebaut. Die Zentralschule (Primar- und Realstufe) der Gemeinde Luzein befindet sich seit 1968 in Pany.

## Geographie

Luzein, Pany, Küblis, Schiers, Schraubachtobel, Luftbild von Werner Friedli (1954)

Die Gemeinde (Beschreibung nachstehend ohne St. Antönien) liegt am rechtsseitigen Hang des mittleren Prättigaus und besteht aus den vier Fraktionen Buchen im Prättigau mit den Weilern Lunden und Stels, Luzein mit dem Weiler Dalvazza, Pany mit dem Weiler Gadenstätt und Putz. 
Das Gebiet erstreckt sich rund um den Berg Chrüz, einem Vorberg des Rätikons, der mit 2196 m ü. M. den höchsten Punkt der Gemeinde markiert. Im Osten bildet der Schanielabach die Grenze, im Süden und Südwesten auf weite Strecken die Landquart, die lediglich ganz im Südosten mit einem kleinen Gebietsteil überschritten wird. Im Nordwesten reicht das Territorium bis zur Mündung des Buchnerbachs und jenseits des Buchnertobels über den Stelserberg mit dem Stelsersee (Naturschutzgebiet) bis hinunter ins Quellgebiet des Schraubachs.
Im Talboden am rechten Ufer der Landquart, durch den hier mündenden Schanielabach von der Nachbargemeinde Küblis getrennt, liegt der Ortsteil Dalvazza (801 m ü. M.). Nördlich davon, am recht gleichmässig zum Chrüz ansteigenden Hang, liegen die Ortsteile Luzein (958 m) und Pany (1249 m), beides Streusiedlungen mit Verdichtungen jeweils im Bereich der Kirche. Westlich davon, hoch über der Talenge des Putzersteins, befindet sich der Weiler Putz (1065 m), und ganz im Nordwesten liegt Buchen (950 m) mit Hinterlunden (796 m). An der Strasse von Pany nach St. Antönien liegt der Ortsteil Gadenstätt (1355 m). 
Vom gesamten Gemeindegebiet von über 31 km² sind 1473 ha von Wald und Gehölz bedeckt. Immerhin 1323 ha können landwirtschaftlich genutzt werden. Vom Rest sind 271 ha unproduktive Fläche (meist Gebirge) und 96 ha Siedlungsfläche. 
Nachbargemeinden sind Küblis, Conters im Prättigau, Fideris, Jenaz, Schiers und Klosters.

## Wappen
| Wappen von Luzein | Blasonierung: «Schräglinks geteilt von Blau und Gold, in Blau ein steigender goldener Pfeil, in Gold ein halber blauer Flug»           |
| Wappen von Luzein | Neben dem halben Flug (Flügel) der Freiherren von Matsch erinnert der Pfeil an die für Luzein bedeutende Familie Sprecher von Bernegg. |

## Bevölkerung

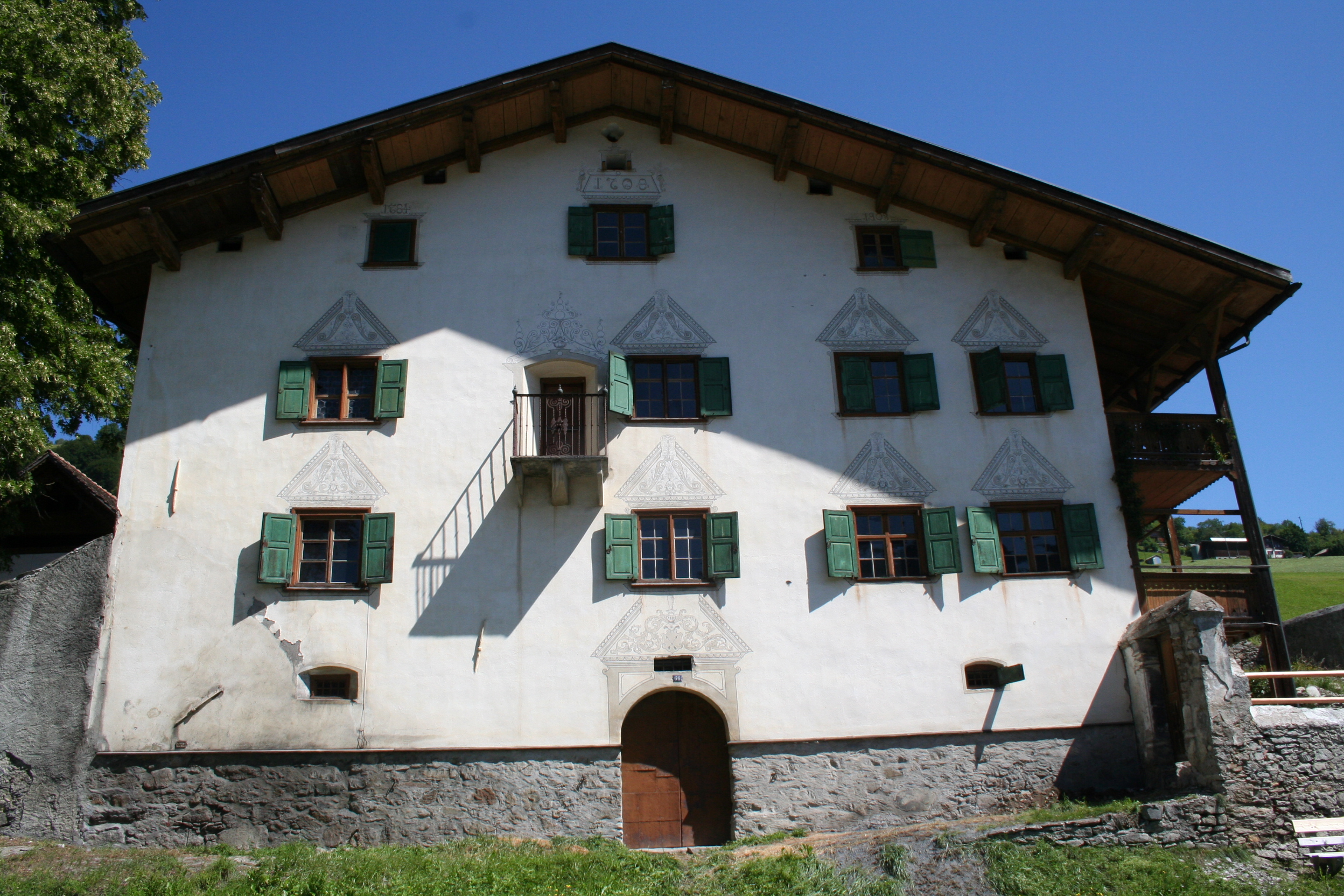
Sprecherhaus am Landgemeindeplatz, 1652

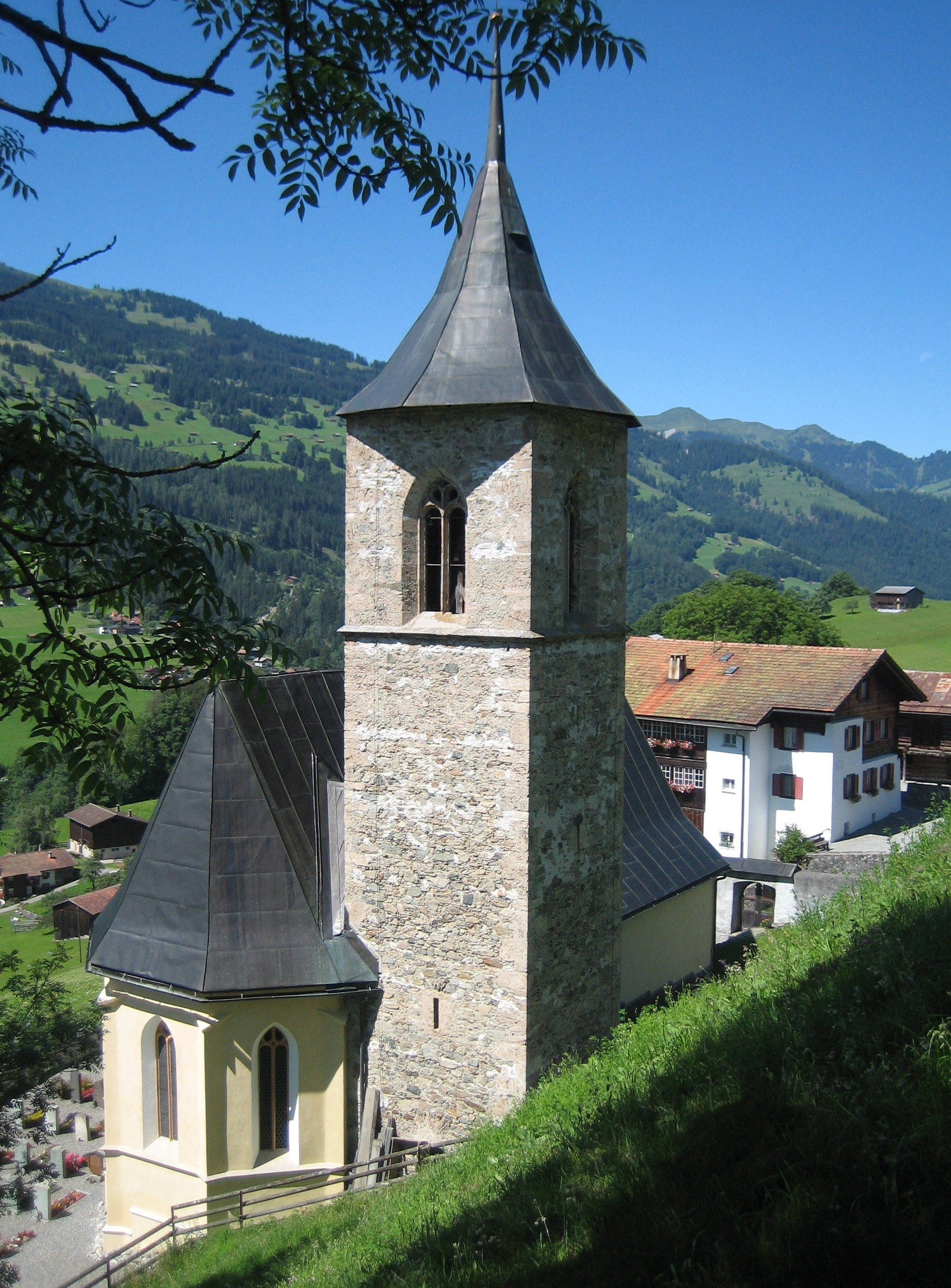
Kirche Luzein

Von den 1152 Bewohnern Ende 2004 waren 1119 (= 97 %) Schweizer Staatsangehörige. Die Einwohner gehören grossmehrheitlich der Evangelisch-reformierten Landeskirche Graubünden an.
| Bevölkerungsentwicklung | Bevölkerungsentwicklung | Bevölkerungsentwicklung | Bevölkerungsentwicklung | Bevölkerungsentwicklung | Bevölkerungsentwicklung | Bevölkerungsentwicklung |
| ----------------------- | ----------------------- | ----------------------- | ----------------------- | ----------------------- | ----------------------- | ----------------------- |
| Jahr                    | 1850                    | 1900                    | 1950                    | 2000                    | 2004                    | 2020                    |
| Einwohner               | 954                     | 841                     | 1127                    | 1110                    | 1152                    | 1596                    |

## Wirtschaft und Verkehr
Die meisten Siedlungen der Gemeinde sind ländlich geprägt. Das Gewerbe, darunter ein grösserer holzverarbeitender Betrieb, konzentriert sich auf den Ortsteil Dalvazza.
Das touristische Zentrum bildet Pany mit Schwimmbad, Wander- und Mountainbikerouten, Skilift und Schlittelwegen.
Luzein ist durch die Postautolinien Schiers–Pany und Küblis–Pany–St. Antönien ans Netz des öffentlichen Verkehrs angeschlossen.

## Sehenswürdigkeiten
- Die reformierte Kirche im Ortsteil Luzein ist ein einheitlich spätgotischer Bau vom Ende des 15. Jahrhunderts.
- Die Dorfkirche in Pany wurde zu Beginn des 18. Jahrhunderts errichtet.
- In den sieben (nach anderer Zählung sechs oder acht) Häusern der Familie Sprecher von Bernegg, zumeist aus dem 17. Jahrhundert, vermischen sich bäuerliche und aristokratische Bauformen. Ortsbild von nationaler Bedeutung.
- Haus Sprecher am Landgemeindeplatz[8]
- Das Grosshaus[9]
- Das Haus Flüeler, 2005[10]
- Bei Putz steht die Ruine der Burg Castels, das ehemalige Herrschaftszentrum des mittleren Prättigaus.
- Im Weiler Dalvazza (bei der Gemeinde Küblis) steht das Passagenhaus des Künstlers Peter Trachsel, mit einem kubusförmigen Hauptgebäude, einem Archivcontainer und zwei Aussenbühnen.

## Bilder

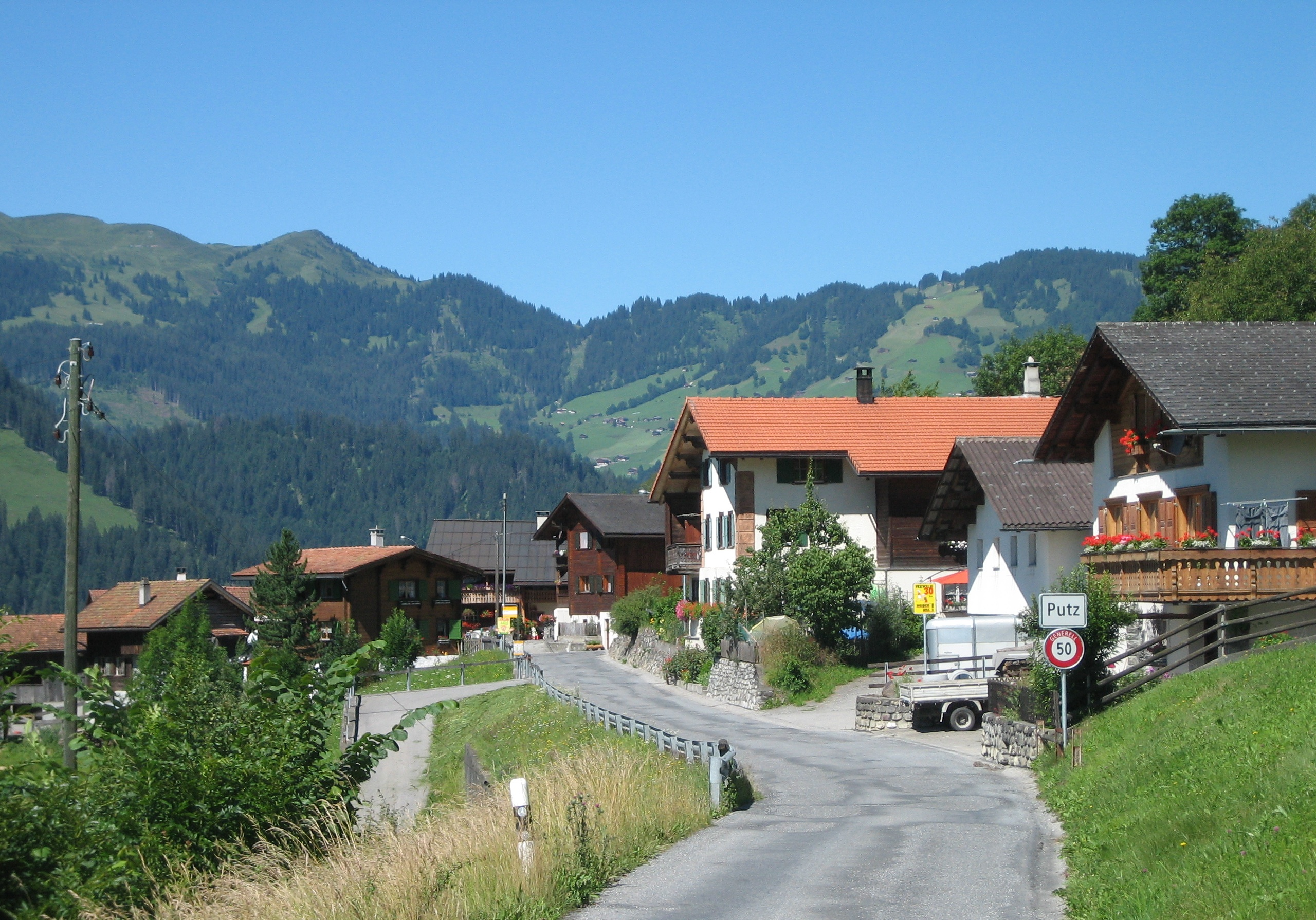
Putz
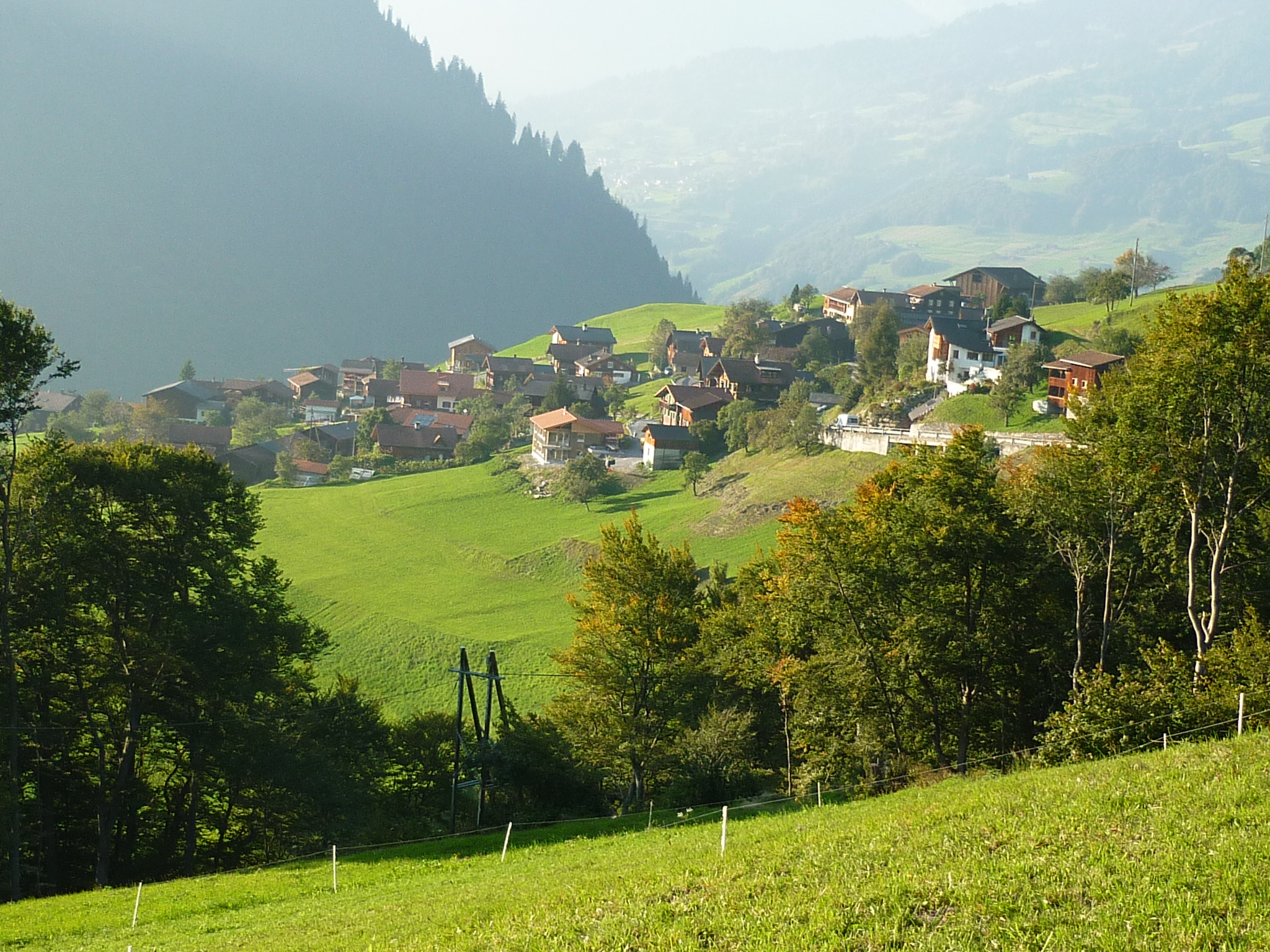
Buchen
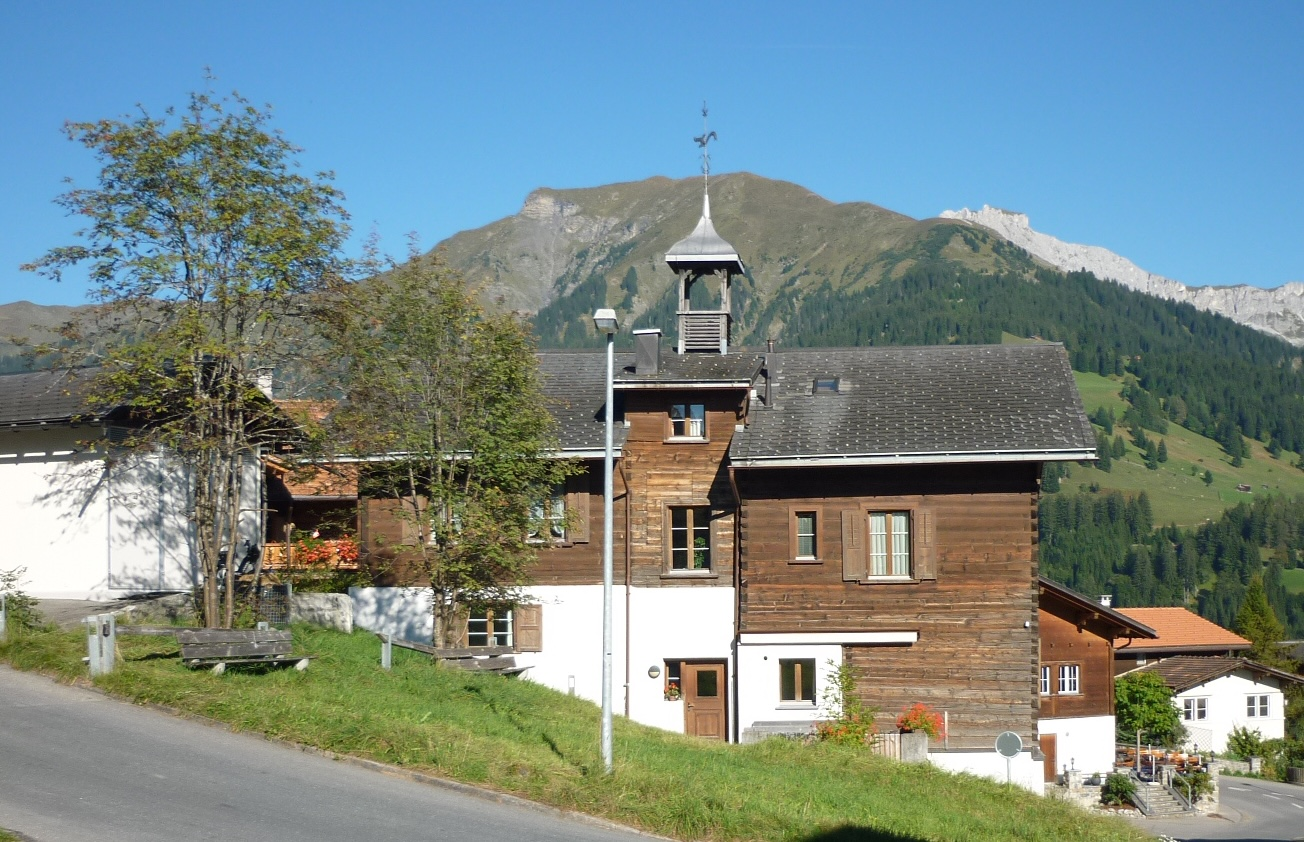
Pany

## Persönlichkeiten
- Georg Fient (1845–1915), Lehrer, Beamter, Zeitungsredaktor und Mundartschriftsteller